# 사와라군

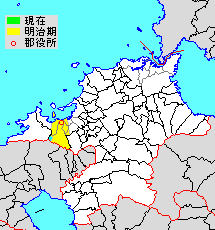
후쿠오카현 사와라군의 위치

사와라군(早良郡, さわらぐん)은 일본 후쿠오카현(지쿠젠국)에 있던 군이다.

## 군역
1896년 행정 구역으로 발족 당시의 군역은 아래 구역에 해당한다.
- 후쿠오카시
  - 주오구의 일부
  - 미나미구의 일부
  - 니시구의 일부
  - 사와라구의 대부분
  - 조난구 전역

## 역사
- 1878년 11월 1일 - 군구정촌 편제법이 후쿠오카현에서 시행되면서 행정 구역으로서의 사와라군이 발족.

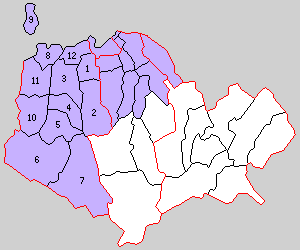
1.도리카이촌 2.히이가와촌 3.하라촌 4.다구마촌 5.이루베촌 6.우치노촌 7.와키야마촌 8.메이노하마촌 9.노코노시마촌 10.가나타케촌 11.야마토촌 12.니시진정 (보라: 후쿠오카시)

- 1889년 4월 1일 - 정촌제 시행으로, 아래의 정촌이 발족. 전역이 현 후쿠오카시.(1정 11촌)
  - 도리카이촌(鳥飼村)
  - 히이가와촌(樋井川村)
  - 하라촌(原村)
  - 다구마촌(田隈村)
  - 이루베촌(入部村)
  - 우치노촌(内野村)
  - 와키야마촌(脇山村)
  - 메이노하마촌(姪ノ浜村)
  - 노코노시마촌(残島村)
  - 가나타케촌(金武村)
  - 야마토촌(山門村)
  - 니시진정(西新町)
  - 일부 지역은 후쿠오카시에 편입됨.
- 1891년 - 야마토촌이 개칭하여 이키촌(壱岐村)이 됨.
- 1893년 1월 10일 - 메이노하마촌(姪ノ浜村)이 정제 시행 후 개칭하여 메이노하마정(姪浜町)이 됨.(2정 10촌)
- 1919년 11월 1일 - 도리카이촌이 후쿠오카시에 편입.(2정 9촌)
- 1922년 4월 1일 - 니시진정이 후쿠오카시에 편입.(1정 9촌)
- 1929년 4월 1일 - 하라촌·히이가와촌이 후쿠오카시에 편입.(1정 7촌)
- 1933년 4월 1일 - 메이노하마정이 후쿠오카시에 편입.(7촌)
- 1941년 10월 15일 - 이키촌·노코노시마촌이 후쿠오카시에 편입.(5촌)
- 1954년 10월 1일 - 다구마촌이 후쿠오카시에 편입.(4촌)
- 1955년 1월 1일 - 우치노촌·와키야마촌·이루베촌이 합병하여, 사와라촌(早良村)이 발족.(2촌)
- 1956년 8월 1일 - 사와라촌이 정제 시행으로 사와라정(早良町)이 됨.(1정 1촌)
- 1960년 8월 27일 - 가나타케촌이 후쿠오카시에 편입.(1정)
- 1975년 3월 1일 - 사와라정이 후쿠오카시에 편입. 사와라군은 폐지됨.

## 같이 보기
- 사와라구
- 지쿠시군